# Bohuslav Březovský
Bohuslav Březovský (25. listopadu 1912, Rohozná u Poličky – 24. června 1976 Praha) byl český prozaik a dramatik. Psal zejména psychologické romány a také se věnoval tvorbě pro mládež.

## Životopis
V Poličce absolvoval reálné gymnázium a pak pokračoval ve studiích v Praze, na Karlově univerzitě. Zvolil si obory právo a pak i filozofii.
V letech 1936 až 1938 byl redaktorem Národního osvobození a pak v letech 1939 – 1941 pracoval v nakladatelství Melantrich a Orbis. V roce 1944 byl zatčen a zbytek války strávil v koncentračním táboře Kalek (Kallich) u Chomutova pro manžele židovek a tzv. židovské míšence (jeho manželka byla tzv. židovskou míšenkou). Po návratu pracoval opět v Národním osvobození. V období 1948 – 1951 byl zaměstnán v Československém státním filmu. Dalším zaměstnavatelem mu bylo v letech 1951 – 1955 nakladatelství Československý spisovatel, byl zde redaktorem stejně, jako v dalším zaměstnání v časopisu Květen, kde pracoval v letech 1955 – 1957. Potom byl spisovatelem z povolání. V období normalizace po roce 1970 měl potíže s vydáváním knih. Byl zetěm spisovatele Karla Nového.
Březovský napsal sedm románů a řadu povídek a pohádek. Jeho románová tvorba navazuje na tradici psychologické prózy. Analyzuje postavení a komplikované dozrávání člověka ve světě sociálních a etických převratů.
V Poličce je po něm od roku 2017 pojmenovaná ulice v nové zástavbě vznikající směrem na město Bystré.

## Literární dílo
- Blíženci života (1940), román,
- Zlatá jeskyně (1941), pohádka pro malé i velké,
- O dvou zázračných poutnících (1943, povídky o Kristu Pánu a Svatém Petru podle českých a moravských lidových vyprávění,
- Udavač (1945), povídka pro mládež,
- Člověk Bernard (1945), román o novodobém snílkovi, který na svých vysněných vzdušných zámcích ztroskotává (roku 1969 vyšel román pod názvem Vzdušné zámky),
- Tajemný hrad Svojanov aneb Paměti Františka Povídálka (1947), román pro mládež popisující veselé prázdninové dobrodružství několika chlapců, kteří bojují se záhadami a strašidly tajuplného hradu Svojanov.
- Jak poslal Honza duši, oči a srdce na vandr (1947), pohádka,
- O zlatém srdci (1948), povídka pro mládež,
- Veliké město pražské (scénicky 1950), historická divadelní hra, hráno též pod titulem Jan Želivský,
- Pozor! Natáčíme! (1954), reportáž pro mládež o tom, jak se dělá film,
- Lidé v květnu (1954), román o událostech v květnu roku 1945 napsaný v duchu "angažované" prózy padesátých let,
- Železný strop (1959), román, pokračování románu Lidé v květnu do roku 1948, obě knihy vyšly společně roku 1961 pod titulem Železný strop,
- Nebezpečný věk (premiéra 1961, konverzační veselohra, knižně 1962,
- Věční milenci (1965), román, vrcholné autorovo dílo psané formou vzpomínek historika a spisovatele, jenž pod tlakem událostí pochopil, že žil něco jiného, než se domníval.
- Joachym aneb Vládychtivost 1967), román dokončený již roku 1961, absurdní a groteskní alegorie na kult osobnosti s fantastickým námětem,
- Všechny zvony světa (1967), divadelní hra, ironická komedie zesměšňující morálku současníků,
- Vzdušné zámky (1969), vydání románu Člověk Bernard pod novým názvem,
- Nepovídej pohádky (1970), čtyři delší pohádky pro děti,
- Čistá duše (1971), román, fiktivní autobiografie podvodníka z doby po první světové válce.